# Vincenzo De Caro (ciclista)
Vincenzo De Caro (Montoro Inferiore, 19 settembre 1955) è un ex ciclista su strada italiano.
Professionista dal 1978 al 1980, partecipò a due edizioni del Giro d'Italia.

## Carriera
Professionista dal 1978 al 1980 con la Mecap/Hoonved di Dino Zandegù, non ottenne nessuna vittoria. I migliori piazzamenti furono due terzi posti, nella diciannovesima tappa del Giro d'Italia 1978 dietro Vittorio Algeri e Giuseppe Martinelli e nella Gran Fondo 1979, alle spalle di  Sergio Santimaria ed Enrico Paolini. Fu quinto nella classifica giovani del Giro d'Italia 1978.

## Palmarès
- 1977 (Dilettanti)

Giro della Val d'Elsa
Trofeo Sportivi di Macchie San Piero
Coppa Mobilio Ponsacco
Gran Premio Vivaisti Cenaiesi
5ª tappa Giro della Valle d'Aosta (Lillianes > Pont St Martin)

## Piazzamenti

### Grandi Giri
- Giro d'Italia

1978: 35º
1979: 26º

### Classiche monumento
- Milano-Sanremo

1978: 138º